# Acanthamunnopsis
Acanthamunnopsis är ett släkte av kräftdjur. Acanthamunnopsis ingår i familjen Munnopsidae.
Kladogram enligt Catalogue of Life:
| Acanthamunnopsis | \| \| Acanthamunnopsis hystrix \| \| \| \| \| \| Acanthamunnopsis longicornis \| \| \| \| \| \| Acanthamunnopsis milleri \| \| \| \| |
|                  | \| \| Acanthamunnopsis hystrix \| \| \| \| \| \| Acanthamunnopsis longicornis \| \| \| \| \| \| Acanthamunnopsis milleri \| \| \| \| |
|                  | Acanthamunnopsis hystrix |
|                  | |
|                  | Acanthamunnopsis longicornis |
|                  | |
|                  | Acanthamunnopsis milleri |
|                  | |